# Файн, Ройбен
Ройбен Файн (англ. Reuben Fine; 11 октября 1914, Нью-Йорк — 26 марта 1993, там же) — американский шахматист и шахматный теоретик; один из претендентов на мировое первенство в середине 1930-х — 1940-х годов, гроссмейстер (1950). Шахматный литератор. Психолог.

## Биография
Файн имеет русско-еврейское происхождение, родился в семье иммигрантов. Его родители перебрались за океан из Польши, входившей тогда в состав Российской империи. Мама будущего гроссмейстера была родом из Одессы, отец — из Варшавы. Он оставил семью, когда Ройбену было два года.
Научился играть в шахматы в 8 лет, с 15 лет член Нью-Йоркского шахматного клуба имени Ф. Маршалла. Первого шахматного успеха добился в 1931 году в чемпионате штата Нью-Йорк (2-е место). В 1932 году дебютировал в международном соревновании: Пасадена — 7—10-е место (сыграл вничью с чемпионом мира А. Алехиным); всего сыграл с А. Алехиным в различных соревнованиях 9 партий (+3 −2 =4). Совершенствовал своё мастерство, изучая сочинения З. Тарраша, Р. Рети, А. Нимцовича. 7-кратный победитель турниров американских мастеров (1932—1941); лучшие результаты в чемпионатах США: 1936 — 3-4-е; 1938, 1940, 1944, 1955 — 2-е; 1948/1949 — 1-е места.
В составе команды США победитель олимпиад (1933, 1935, 1937); в том числе в 1937 показал лучшие результат на 2-й доске — 11½ очков из 15 (+9 −1 =5). В 1935—1938 годах участвовал в 16 международных соревнованиях: в Милуоки (1935), Гастингсе (1935/1936), Зандворте и Осло (1936), Стокгольме, Москве и Ленинграде (1937) занял 1-е места; в Амстердаме (1936), Маргите (1937) — 1—2-е; в Остенде (1937) — 1—3-е; в Гастингсе (1936/1937), Земмеринге — Бадене (1937) — 2-е; в Лодзи (1935) — 2—3-е места. Успешно выступил в наиболее крупном международном турнире 1930-х годов — Ноттингем (1936) — 3—5-е место (с С. Решевским и М. Эйве). Но наивысшим спортивным достижением Файна следует признать делёж 1—2 мест (вместе с Кересом) в знаменитом АВРО-турнире (Голландия, 1938), в котором приняли участие 8 сильнейших шахматистов мира того времени и который рассматривался как неофициальный турнир претендентов. Две победы в этом турнире над чемпионом мира А. Алехиным вписали имя Файна в реестр трех символических клубов:  Михаила Чигорина (16 ноября), Гарри Пильсбери и Ефима Боголюбова.
Участник 5 матчей: выиграл у А. Дейка — 5½ : 3½ (1933; +4 −2 =5), И. Горовица (1934; +4 −1 =5), Г. Штальберга — 5 : 3 (1937; +4 −2 =2); сыграл вничью с К. Торре — 1 : 1 (1934; +1 −1), М. Найдорфом — 4 : 4 (1949; +2 −2 =4). Участник радиоматча (1945) и матча (1946) СССР — США.
Во время второй мировой войны Ройбен Файн занимался аналитикой в секретной группе учёных при ВМФ США — ASWORG, в его задачи входило изучение различных аспектов борьбы с подводными лодками и самолётами противника, составление соответствующих отчётов и т. д. Владея несколькими иностранными языками, Файн выступал также как переводчик.
В 1948 отказался от участия в матч-турнире на первенство мира; в 1948/1949 выиграл турнир в Нью-Йорке; в дальнейшем прекратил выступать в соревнованиях. Шахматист тонкого позиционного стиля, обладал высокой техникой игры. Автор ряда книг по различным проблемам в шахматах и о психоанализе.
В 1948 году защитил докторскую диссертацию.
Умер в 1993 году от инфаркта.

## Спортивные достижения
| Год       | Город           | Турнир                 | + | − | =  | Результат | Место |
| --------- | --------------- | ---------------------- | - | - | -- | --------- | ----- |
| 1932      | Пасадена        | Всеамериканский турнир | 2 | 3 | 6  | 5 из 11   | 7—10  |
| 1935      | Лодзь           | Международный турнир   | 3 | 0 | 6  | 6 из 9    | 2—3   |
| 1935/1936 | Гастингс        | Международный турнир   | 6 | 0 | 3  | 7½ из 9   | 1     |
| 1936      | Зандворт        | Международный турнир   | 6 | 0 | 5  | 8½ из 11  | 1     |
| 1936      | Ноттингем       | Международный турнир   | 5 | 0 | 9  | 9½ из 14  | 3—5   |
| 1936      | Амстердам       | Международный турнир   | 4 | 1 | 2  | 5 из 7    | 1—2   |
| 1936/1937 | Гастингс        | Международный турнир   | 7 | 1 | 1  | 7½ из 9   | 2     |
| 1937      | Ленинград       | Международный турнир   | 3 | 0 | 2  | 4 из 5    | 1     |
| 1937      | Москва          | Международный турнир   | 4 | 1 | 2  | 5 из 7    | 1     |
| 1937      | Маргит          | Международный турнир   | 6 | 0 | 3  | 7½ из 9   | 1—2   |
| 1937      | Остенде         | Международный турнир   | 6 | 3 | 0  | 6 из 9    | 1—3   |
| 1937      | Кемери          | Международный турнир   | 6 | 5 | 6  | 9 из 17   | 8     |
| 1937      | Земмеринг/Баден | Международный турнир   | 2 | 0 | 12 | 8 из 14   | 2     |
| 1937/1938 | Гастингс        | Международный турнир   | 3 | 0 | 6  | 6 из 9    | 4—5   |
| 1938      |                 | АВРО-турнир 1938       | 6 | 3 | 5  | 8½ из 14  | 1—2   |
| 1945      | Голливуд        | Международный турнир   | 6 | 0 | 6  | 9 из 12   | 2     |
| 1946      |                 | Радиоматч СССР — США   | 0 | 1 | 1  | ½ из 2    |       |
| 1948/1949 | Нью-Йорк        | Международный турнир   | 7 | 0 | 2  | 8 из 9    | 1     |
| 1951      | Нью-Йорк        | Международный турнир   | 5 | 2 | 4  | 7 из 11   | 4     |

## Стиль игры и высказывания коллег
Для игры Файна характерны практицизм и высокая техника… Излюбленная тактика Файна — лавирование. В этом искусстве он вряд ли имел себе равных. Не задаваясь большими целями, не стремясь к интересным стратегическим замыслам, он терпеливо выжидал ошибки противника и безупречно их использовал. По партиям Файна — замечательного практика можно учиться, но восхищаться ими трудно.— Сало Флор
Пётр Романовский в конце 30-х годов пустил в обиход термин «файно-флоровский стиль», под которым подразумевал уклон в сторону техницизма, обедняющий шахматное творчество.

Файн и Решевский являются, без всякого сомнения, исключительными техниками… Однако у меня такое чувство (меня могут за это счесть старомодным), что в их игре чересчур много «делового» и недостаточно искусства.— Александр Алехин
Впрочем, в дальнейшем Алехин переменил своё мнение. По результатам АВРО-турнира, где Файн разделил 1-2 места с результатом +6 −3 =5, он сказал: «Самой большой сенсацией турнира следует признать удивительную перемену стиля Файна».

Файн был великим шахматистом… Мне кажется, что он во многом играл так, как позднее Бобби Фишер, оба они обладали универсальным стилем… Единственное, чего не хватало Файну — бульдожьей цепкости Решевского и его целеустремлённости. Файн… сомневался во всём— Арнольд Денкер

В Ноттингеме и АВРО-турнире Файн играл смело и даже азартно, проявляя как оригинальное позиционное понимание, так и тактическую изобретательность— Михаил Ботвинник
Несмотря на то, что Файн был одним из сильнейших гроссмейстеров своего времени, ему ни разу не удалось выиграть официальный чемпионат США (хотя 7 раз побеждал в открытом первенстве США). На этот счёт известна шутка Решевского:

Вы знаете, сколько раз Файн был чемпионом США? Ни разу! А почему? Да потому, что во всех этих чемпионатах играл я!— Самуэль Решевский

«Basic chess endings» — по глубине, краткости и ясности изложения — первое и подлинно научное исследование в изучении концов игр; как только я получил эту книгу, она стала неизменно сопутствовать мне на всех соревнованиях.— Михаил Ботвинник

## Примечательные партии
- Файн — Ботвинник. АВРО-турнир 1938. Французская защита (C17). 1-0 «В заключительном положении у чёрных нет ни одного хорошего хода, угрожает Лf3. Сочетание великолепного стратегического замысла с тактическими тонкостями» (Ботвинник).
- Файн — Флор. АВРО-турнир 1938. Французская защита (C17). 1-0 Насыщенная тактическими идеями игра в редком варианте французской защиты. Вместо «выжидания ошибок соперника» (С. Флор) — решительная, острая и точно проведённая атака.
- Файн — Стейнер. Панамериканский турнир 1945. Принятый ферзевый гамбит (D29). 1-0 Файн видит дальше, чем его противник, в остром тактическом положении.

## Научная деятельность
Отойдя от практических шахмат, Файн вернулся в высшую школу и дальнейшую жизнь посвятил, главным образом, работе над проблемами психоанализа, а также преподавательской деятельности. Работал профессором в Нью-Йорке и являлся почётным профессором Амстердамского университета, Лоуэлловского института технологии, Флорентийского университета. Основал «Центр творческой психологии», расположенный в самом центре Манхэттена.

В области фрейдистской психологии Файн был гигантом… Файн написал «Историю психоанализа» — классическую книгу, используемую каждым специалистом в этой области и опубликованную в 1979 году.— Арнольд Денкер

## Личная жизнь
Файн был женат пять раз. Первой его женой (в 1937 году) стала голландка Эмма Кизинг, дочь голландского издателя Исаака Кизинга. Этот брак распался в 1944 году. Вторую жену Файна звали Соня Лебо, она была американка и родила Файну его единственного сына Бенджамина, который был профессором математики в университете в Фэрфилде (штат Коннектикут). Пятую жену Файна звали Марша (Marcia) Файн (девичья фамилия неизвестна).

## Книги
- Basic chess endings, Phil., 1941;
- Chess — the easy way, N. Y., 1942;
- The ideas behind the chess openings, Phil., 1943;
- Chess marches on!, Phil., 1945;
- Schaak verovert de wereld!, Amst., 1946;
- The world’sachess board, Phil., 1948;
- The middle game in chess, L., 1953;
- The psychology of the chess player, N. Y., 1967;
- The final candidates match, B. Aires, 1971, Fischer — Petrosian, Jackson, 1971;
- Bobby Fischer’s conguest of the world’s chess championship, L., 1975.